# Simone Oberer
Simone Oberer, född 8 april 1980, är en schweizisk friidrottare (mångkampare).
Oberer största merit i mångkampssammanhang är en tolfte plats i sjukamp vid EM i Göteborg 2006 och en 22:a plats i sjukamp vid VM 2007 i Osaka.